# Leila Sebbar
Leïla Sebbar (Aflou, Argélia, 9 de novembro de 1941) é uma escritora argelina que tem composto a maioria da sua obra em francês.

## Biografia

### Início de vida
Leïla Sebbar nasceu a 9 de novembro de 1941, em Aflou. Filha de uma mãe francesa e um pai argelino, passou a sua juventude na Argélia francesa, antes de partir aos dezassete anos para Paris, onde reside actualmente.

### Carreira
Sebbar escreve em francês sobre a relação entre a França e a Argélia e com frequência usa imagens de ambos os países para mostrar a diferença de culturas entre os dois países. Sebbar tem abordado uma grande variedade de temas, e tem focado um prisma puramente fictício e usado a psicologia para expressar a sua tese. Muitas das novelas de Sebbar expressam as frustrações do Beur, a segunda geração de jovens magrebes que nasceram e cresceram na França e que ainda não se integraram na sociedade francesa.
Sebbar foi galardoada como Oficial da Ordem das Artes e as Letras em 2016.

## Publicações completas

### Ensaios
- On tue les petites filles, Stock, 1978.
- Le Pédophile et a Maman, Stock, 1980.
- Lettres Parísiennes, Autopsie de l'exil, com Nancy Huston, Bernard Barrault, 1986, J'ai lu, 2014.
- Dialogue avec Leïla Sebbar, transverso de Dominique Le Boucher, fotografias de Jacques Du Mont, Éditions Marsa, 2015.

### Relatos e colecções
- La Négresse à l’enfant, Syros, 1990.
- La Jeune Fille au balcon, Paris, Ed. du Seuil, 1996. col. « Points Virgule » ; Seuil, 2001 ; Points Seuil, 2006.
- Le Baiser, Collection, Paris, Hachette, col. « Courts Toujours », 1997.
- Soldats, Paris, Ed. du Seuil, 1999 ; Seuil, col. « Points virgule », 2004.
- Sept filles, Thierry Magnier, 2003.
- Isabelle l’Algérien, Un portrait d’Isabelle Eberhardt, ilustrações de Sébastien Pignon, Al Manar-Alain Gorius, 2005.
- L’Habit vert, Thierry Magnier, 2006.
- Le Peintre et são modèle, Al Manar-Alain Gorius, 2007.
- Métro, Ed. du Rocher, Coll. « Chantal Chawaf », 2007.
- Le Ravin da femme sauvage, Thierry Magnier, 2007.
- Le Vagabond, Louisa, La Blanche et la Noire, Noyant d’Allier, Bleu autour, 2007-2008.
- Une femme à sa fenêtre, ilustrações de Sébastien Pignon, Al Manar-Alain Gorius, 2010.
- Aflou, Djebel amour, com avec Jean-Claude Gueneau e Nora Aceval, Bleu autour, 2010.
- Ecrivain public, Bleu autour, 2012.
- La Fille du métro, monólogo, ilustrações de Sébastien Pignon, Al-Manar-Alain Gorius, 2015.
- Les yeux verts, novela curta, Apulée, revisão literária e reflexão sob a direcção de Hubert Haddad, 1. Galaxies identitaires, Paris, Ed. Zulma, 2016, p. 171-173.
- La maison bleue, novela curta, p. 121-125, Étoiles d'encre 67/68, mulheres no Mediterrâneo, Transgressions, Montpellier, Ed. Chèvre feuille étoilée, 2016.
- L'homme qui pleure, L'Orient est rouge, Ed. Elyzad, 2017.
- Sur la colline, une koubba dentro de la reedición Je ne parle pas a langue de mon père. L'arabe comme um chant secret, aquarelles de Sébastien Pignon, Ed. Bleu autour, 2016.
- L'orient est rouge, Ed. Elyzad, 2017.
- La petite fille à la mer, Voix féminines da Méditerranée, Littérature comparée / Histoire et Critique, sob a direcção de S. Seza Yilancioglu (Universidade de Galatasaray, na Turquia), Paris, Ed. Petra, março de 2017, p. 233-236.
- Celle qui voulait ressembler à Boucle d'or, Revue de littérature et de réflexion, número 2, De l'imaginaire et dês pouvoirs. Redactor em chefe: Hubert Haddad. Zulma, 2017.

### Novelas
- Fatima ou les Algériennes au square, Stock, 1981 ; Elyzad, 2010.
- Parle mon fils, parle à ta mère, Stock, 1984 ; Thierry Magnier, 2006 ; Parle à ta mère, Elyzad Poche, 2016.
- Shérazade, 17 ans, brune, frisée, les yeux verts, Bleu autour, 2010.
- Le Chinois vert d’Afrique, Stock, 1984 ; Folies d’encre, Eden, 2002.
- Les Carnets de Shérazade, Stock, 1985.
- J.H. cherche âme-sœur, Stock, 1987.
- Le Fou de Shérazade, Stock, 1991.
- Le silence dês rives, Paris, Stock, 1993 (prémio Kateb Yacine).
- La Seine était rouge. Paris, octobre 1961, Thierry Magnier, 1999, 2003 ; Babel Actes Sud, 2009.
- Marguerite, Folies d’encre, Eden, 2002 ; Babel Junior, Actes Sud, 2007 ; Elyzad, 2014.
- Les Femmes au bain, Bleu autour, 2006, 2009.
- La Confession d’um fou, Bleu autour, 2011.
- Mon cher fils, Elyzad, 2009, 2012, Ed. bolso.
- Marguerite et lhe colporteur aux yeux clairs, Elyzad, 2015.

### Revistas de viagem
- Mes Algéries em France, Carnet de voyages, prefacio de Michelle Perrot, Bleu autour, 2004.
- Journal de mês Algéries em France, Bleu autour, 2005.
- Voyage em Algéries autour de ma chambre, Bleu autour, 2008.
- Lhe Pays de ma mère, voyage em Frances, Bleu autour, 2013.